# Konstantin Schad
Konstantin Schad (* 25. Juli 1987 in Rosenheim) ist ein ehemaliger deutscher Snowboarder, der vor allem in der Disziplin Snowboardcross, bis zum Ende der Junioren aber auch in den Alpin- und Freestyle-Disziplinen, an den Start gegangen ist.

## Leben
Konstantin Schad war professioneller Snowboarder. Er startete für den SC Miesbach und gehörte von 2004 bis 2019 der Snowboard-Nationalmannschaft Deutschlands an. 2002 bestritt er erste internationale Junioren-, 2003 erste FIS-Rennen. 2006 gewann er in Tale erstmals ein FIS-Rennen. In Vivaldi Park wurde er Zehnter der Junioren-Weltmeisterschaften 2006. 2007 nahm Schad in Arosa erstmals an Weltmeisterschaften teil. Kurz zuvor bestritt er in Furano sein erstes Weltcup-Rennen. 2007 nahm er ein letztes Mal an Junioren-Weltmeisterschaften in Bad Gastein im Snowboardcross und im Big-Air-Wettbewerb teil.
Im März 2008 belegte Schad in Lenk als Siebter erstmals eine Top-Ten-Platzierung im Snowboardcross-Europacup, im Januar 2009 erreichte er als Vierter in Bad Gastein nicht nur erstmals die Punkteränge im Weltcup, sondern verpasste auch nur knapp eine erste Podiumsplatzierung. Zum vorläufigen Karrierehöhepunkt wurde die Teilnahme an den Olympischen Winterspielen 2010 in Vancouver, bei denen er dann allerdings verletzt ausschied. Besser platzierte er sich im Jahr darauf bei den Snowboard-Weltmeisterschaften 2011 in La Molina als 18. Kurz darauf gewann er die Goldmedaille bei der Winter-Universiade 2011 in Erzurum. Anfang 2012 gewann Schad in Breuil-Cervinia erstmals ein Europacup-Rennen, zum Finale der Saison in Valmalenco auch ein erstes Rennen im Weltcup. In der Snowboardcross-Gesamtwertung belegte er den vierten Platz.
Am 8. Dezember 2013 gewann Konstantin Schad mit seinem Nationalmannschaftskollegen Paul Berg den Teamevent beim FIS-Weltcupauftakt in Schruns und erreichte damit seinen zweiten Weltcup-Sieg. Bei den Winter-X-Games 2014 in Aspen kurz vor den Olympischen Spielen von Sotschi gewann er die Bronzemedaille. Bei den Olympischen Winterspielen 2014 in Sotschi erreichte er, als Mitfavorit angetreten, nur den enttäuschenden 13. Platz im Snowboardcross, nach einer unglücklichen Kollision in den unwidrigen regnerischen Bedingungen in Sotschi.
Bei den Winter-X-Games 2016 gewann er erneut die Bronzemedaille. Er ist damit der bisher erfolgreichste deutsche männliche Athlet bei den X Games.
Es folgte eine schwere Verletzung am Rücken, die eine Qualifikation zu den Olympischen Spielen in Pyeong Chang 2018 beinahe unmöglich gemacht hätte. Die Operation an zwei Bandscheiben aufgrund einer Lähmung des linken Beines verlief jedoch so erfolgreich, dass die ersten Weltcupstarts, nur sechs Monate danach, die Qualifikation sicherten. Auskuriert war Schad jedoch erst wieder zum Saisonende, wo er erneut mit Paul Berg im Team in Veysonnaz einen Weltcup gewinnen konnte.
Seit 2012 war Schad als Athletenvertreter des Bereichs Snowboard im Weltskiverband FIS tätig und übernahm von 2018 bis 2021 den Vorsitz der Athletenkommission sowie eine Position im Exekutivrat der FIS. Seit seinem Rücktritt 2021 engagiert Schad sich als ehrenamtlicher Vizepräsident Sport im Snowboardverband Deutschland, wo er zuvor viele Jahre als Athletensprecher fungierte.
Konstantin Schad ist der Urenkel des Schriftstellers Jo Hanns Rösler.